# ريوجي كوبتا
ريوجِ كوبٌتا (باليابانية: 窪田 龍二) (24 يوليو 1976 في هيوغو في اليابان – )؛ هو لاعب كرة قدم ياباني سابق كان يلعب كلاعب وسط.

## وصلات خارجية
- ريوجي كوبتا على موقع رابطة كرة القدم اليابانية للمحترفين (اليابانية)
- ريوجي كوبتا على موقع عالم كرة القدم.نت (الإنجليزية)